# Patvaros Zsolt
Patvaros Zsolt (Kecskemét, 1993. február 18. –) magyar labdarúgó, középpályás. Korosztályos utánpótlás válogatott. A Kecskeméti TE játékosa.